# Franz Diederichsen
Franz Diederichsen (* 19. Jahrhundert; † 20. Jahrhundert) war ein deutscher Hockeyspieler.
Diederichsen nahm mit der Mannschaft des Uhlenhorster HC als deutscher Vertreter an den Olympischen Spielen 1908 in London teil. Die Mannschaft belegte den fünften Rang.